# Zürich Golf & Country Club
De Golf & Country Club Zürich  is een golfclub ten zuiden van Zumikon in het Zwitserse kanton Zürich.

## Geschiedenis
De golfclub werd in 1929 geopend. De eerste negen holes zijn vrij vlak, maar de rest van de baan ligt tegen de berg aan. In 1938 werd hier het Zwitsers Open gespeeld. Er waren toen nog maar elf golfbanen in Zwitserland. Vanaf 1939 werd het Open alleen nog maar in Crans gespeeld.
In 1969 werd Donald Harradine verzocht de baan te moderniseren. In 2012 werd Thomas Himmel verzocht de baan te renoveren. Himmel renoveerde de baan tussen 2015 en 2018 volledig opnieuw. Sindsdien is de baan 6.564 meter lang.
Twintig jaar werd hier les gegeven door Bruno Lagger. Lagger ging daarna lesgeven op GC Küssnacht.